# Cancer de l'appendice iléocœcal
 Mise en garde médicale
Les cancers de l'appendice regroupent les rares tumeurs malignes de l'appendice iléo-cæcal.
Les tumeurs du stroma colorectal sont des tumeurs à potentiel malin. Le lymphome primaire peut avoir l'appendice pour origine. Le cancer du sein, celui du côlon ainsi que les tumeurs du tractus génital féminin peuvent métastaser à l'appendice.

## Épidémiologie
Une étude concernant les tumeurs malignes primitives aux États-Unis retrouve une occurrence de 0,12 cas pour 1 000 000 d'habitants et par an. Les carcinomes non identifiés avec certitude ne sont pas inclus dans l'étude. Un carcinome est décelé dans environ une pour 300 appendicectomies effectuées pour appendicite aiguë[réf. nécessaire]. 
Une série hongkongaise de 1 492 appendicectomies compte 17 cancers[réf. nécessaire]. Huit étaient des carcinomes sans spécification, trois des adénocarcinomes dont un cystadénocarcinome, un pseudomyxome péritonéal, et un carcinome métastatique. Les autres tumeurs étaient toutes bénignes. Il était classiquement admis que les tumeurs carcinoïdes de l'appendice sont les plus fréquentes mais, une étude récente de la SEER (Surveillance, Epidemiology and End-Results : Surveillance, épidémiologie et résultats finaux) montre que les adénocarcinomes mucineux sont les plus fréquents.

## Traitement
Les traitements pour tumeurs varient suivant le type. Les petits carcinomes (inférieurs à deux centimètres) bénéficient d'une appendicectomie simple lorsqu'elle est possible. Les autres carcinomes et les adénocarcinomes peuvent nécessiter une colectomie droite.
Le pseudomyxome péritonéal nécessite une cytoréduction chirurgicale qui inclut l'ablation de la tumeur et des organes intrapéritonéaux et pelviens métastasés. Une chimiothérapie intrapéritonéale est infusée à la fin de l'intervention pour tenter d'éradiquer d'éventuelles cellules cancéreuses restantes. Le geste chirurgical peut être précédé ou suivi d'une chimiothérapie intraveineuse

## Cas notables
L'actrice Audrey Hepburn, atteinte d'un cancer foudroyant de l'appendice est décédée en 1993.
En 2007, Stuart Scott, présentateur de l'émission sportive « Voice of Exuberance » sur ESPN, est décédé en 2015, à 49 ans, d'un cancer de l'appendice.
Le musicien serbe Vlada Divljan est diagnostiqué en 2012. Il meurt de complications en 2015.
L'acteur Adan Canto, atteint d'un cancer de l'appendice, est décédé en 2024.

## Littérature
- (en) S. R. Hamilton et L. A. Aaltonen, World Health Organization Classification of Tumours. Pathology and Genetics of Tumours of the Digestive System, International Agency for Research on Cancer, chapitre5: Tumours of the Appendix, Lyon, 2000 (lire en ligne).
- (en) Marcia L. McGory, Melinda A. Maggard, Hakjung Kang, Jessica B. O'Connell, Clifford Y. Ko, « Malignancies of the appendix: Beyond case series reports », Diseases of the Colon & Rectum, vol. 48, no 12,‎ 2005, p. 2264-71 (PMID 16258711, DOI 10.1007/s10350-005-0196-4).
- (en) M.E.O'Donnell, J. Carson, W.I.H Garstin, « Surgical treatment of malignant carcinoid tumours of the appendix », International Journal of Clinical Practice, 2006, volume 61 (PMID 16911574, DOI 10.1111/j.1742-1241.2006.00875.x), p. 431-7.
- (en) A.C. Goede, M.E. Caplin, M.C. Winslet, « Carcinoid tumour of the appendix », British Journal of Surgery,‎ 2003, volume 90, publication 11, p. 1317-22 (PMID 14598408, DOI 10.1002/bjs.4375).
- (en) B. Stinner,  M. Rothmund, « Neuroendocrine tumours (carcinoids) of the appendix », Best Practice & Research: Clinical Gastroenterology, vol. 19, no 5,‎ 2005, p. 729-38 (PMID 16253897, DOI 10.1016/j.bpg.2005.06.003).